# عبد الستار عبد اللطيف
عبد الستار عبد اللطيف قائدا عسكريا عراقيا وعضوا في قيادة حزب البعث العربي الاشتراكي، فهو عضو المكتب العسكري للحزب. ولد في الأعظمية سنة 1924.
كان ضمن اللجنة الاحتياط في تنظيم الضباط الوطنيين. شارك في ثورة 14 تموز 1958، وعين ضمن القيادة العليا للقوات المسلحة حتى آذار 1959، فأجبر على التقاعد واعتقل وسجن (1960-1961).
كان من قادة ثورة 8 شباط 1963، ويذكر صبحي عبد الحميد أن المقدم «في حينها» عبد الستار عبد اللطيف هو من اقترح إعدام عبد الكريم قاسم بعد الثورة.
شغل منصب وزير المواصلات يوم 8 شباط 1963، وأقيل في 14 كانون الأول 1963، بعدها أرسل سفيرا إلى بيروت، لكنه أحيل على التقاعد في أيلول 1964.
عاد للعراق بعد مصرع الرئيس عبد السلام عارف، وشغل منصب وزير الداخلية سنة 1967 في الوزارة التي شكلها عبد الرحمن عارف، وغادر العراق بعد حل الوزارة.
بعد ثورة 17 تموز 1968، لم يلق ترحيبا من قيادة حزب البعث، فغادر إلى رومانيا ومنح راتب سفير، ثم إلى لندن فإسبانيا حيث توفي كانون الثاني 2004 في مدينة مالقة.
كان يسكن في حي الصليخ في بغداد.